# Nationbuilding
"Nationbuilding" (nationsbygning) er et teoribegreb inden for international politik og historisk sociologi.
I en historisk kontekst er det betegnelsen på en proces fra etablering af en statsmagt til en nationalt integreret nationalstat, hvor befolkningen føler en udstrakt grad af national identitet. Oftest er denne proces påbegyndt af en kulturel eller politisk elite ("nationsbyggere"), men efterhånden breder nationalfølelsen sig i større lag af befolkningen.
I en nyere politisk kontekst anvendes begrebet om omdannelsen af tidligere autoritære regimer til stater, der hylder værdier som frihed og demokrati. En sådan proces betegnes også af og til som "democracy building".

## Definition
En anerkendt norsk forsker definerer begrebet som opbygning af politisk stabilitet og ”oppslutning om samlende institusjoner på tvers av lokale eller etniske eller religiøse lojaliteter.”  Der har i litteraturen været nogle afgrænsningsproblemer mellem definitionerne på nationbuilding og state-building. State-building bruges dog oftest i en snævrere betydning om opbygning af politiske institutioner, ofte med hjælp fra eller ved intervention af udefra kommende militære styrker, mens nation building i bredere betydning også omfatter kulturelle normer, der sigter mod at skabe en fælles identitet. 
I en snæver dansk ramme er nuancerne mellem disse begreber mindre udtalt på grund af den lange nationalstatslige tradition, hvor en suveræn stat opererer i en nationalstatslig ramme.

## Historiske eksempler på forskellige nationsbygninger
I de nordiske lande var perioden fra nationalromantikken indledningen til nationsbygingsprocessen. Virkemidler i nationsbyging kunne være skabelse af nationalt skriftsprog, skrivning af historieværker om landets historie som konstruerede en kontinuitet bagud i tid for denne befolkningsgruppe, og skolebøger, hvor man oplærte børn i nationale holdninger. For dansk nationsbygning fremhæves ofte især Grundtvig.
I Vesttyskland og Japan ville man efter 2. verdenskrig fra allieret side genopbygge en nationalitetsfølelse, der var koblet sammen med vestlige værdier om frihed og demokrati, og de to lande fremhæves ofte som de mest succesfulde forsøg på at initiere en nationsbygning.

## Nyere eksempler
Efter kommunismens fald omkring 1990 blomstrede nationalismen op i Østeuropa. Især i forbindelse med udviklingen af demokrati og nationalitetsfølelse i disse nye frigjorte stater blev nationbygning aktuelt. Der gennemførtes forskellige internationale aktioner, som havde til formål at skabe stabilitet i krigs- eller borgerkrigsramte områder.
De internationale aktioner havde to primære mål:
1. Reducer lidelse. Omfatter interventioner af hovedsageligt humanitær karakter og foregik i FN-regi.
2. Beskyt og spred frihed. Fortrinsvis motiveret af sikkerhedspolitiske hensyn. Hovedaktøren er USA, der opererer sammen med allierede i en ”coalition of the willing”.[3]

### Områder for internationale operationer
1. Haiti 1995
2. Bosnien siden 1995
3. Kosovo siden 1999
4. Afghanistan siden 2001
5. Irak siden 2003

Kravene til nationsbygning kan sammenfattes i 3 punkter:
- Opbygning af et system, der bygger på alment respekterede love og garanterer menneskerettighederne.
- Social udvikling
- Økonomisk vækst og spredning af velfærdsgoder.

I politologisk teori opfattes nationsbygning som et idealistisk projekt, mens realister og neo-realister anser strategien som et principielt brud på magtbalancen.

## Amerikansk statsopbygning
Golfkrigen 1990-91 var første gang, USA involverede sig militært i en konflikt uden for det amerikanske kontinent efter Berlinmurens fald og var formelt sanktioneret af FN’s sikkerhedsråd. PræsidentGeorge H. W. Bush udtrykte forventning om, at direkte militær indgriben overfor en anden stat ville være unødvendig fremover. Efter 11. september 2001 blev Saddam Husseins besiddelse af masseødelæggelsesvåben, støtte til terrorisme samt undertrykkelse af det irakiske folk benyttet som argument for den amerikanske afsættelse af Saddam Hussein med henvisning til Sikkerhedsrådets resolution 1441. Imidlertid har senere undersøgelser fastslået, at resolution 1441 ikke var et tilstrækkeligt grundlag til at føre krigen i Irak. I Afghanistan gav FNs sikkerhedsråd den 20. december 2001 mandat til at der oprettedes en international sikkerhedsstyrke – ISAF – i Kabul. Mandatet blev i august 2003 videregivet til NATO.
Det langsigtede mål, at opbygge demokratiske stater med velfungerende institutioner i Irak og Afghanistan, blev ikke gennemført i det første årti efter 11. september- angrebet. Nationsbygning har tværtimod vist sig at være en både bekostelig og langvarig strategi, og en generel undervurdering af religiøse konflikter og lokale værdier har besværliggjort projektet. Samtidig har både USA og dets allierede oplevet stigende modstand mod krigsførelsen blandt deres egne befolkninger.